# Tarator (sopa)

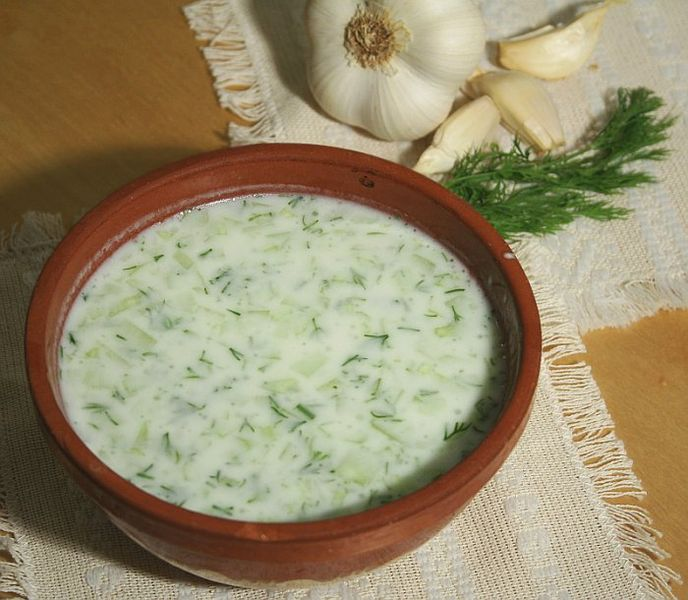
Un cuenco de tarator.

El tarator es una sopa fría típica de las cocinas de los Balcanes (particularmente la cocina albanesa y búlgara), que contiene yogur, pepino, ajo, agua, ajos tiernos, nueces, eneldo, perejil y un chorro de aceite de oliva. Se suele servir frío en un cuenco como un refresco que ayuda a pasar los calurosos días de verano en Albania y Bulgaria. Es considerado un aperitivo que se sirve solo, para ser bebido. Proviene de la cocina turca, porque Bulgaria fue parte del imperio otomano durante siglos. Es parecida a la sopa fría turca Cacık y al acompañamiento de platos con carne griego denominado tzatziki. 
No confundirse con la salsa turca homónima.